# Andrés Vilches
Andrés Alejandro Vilches Araneda (Talcahuano, Chile, 14 de enero de 1992) Es un futbolista profesional chileno que se desempeña como centrodelantero en Cobresal de la Primera División de Chile.

## Trayectoria

### Huachipato (2010-2012)
Vilches llegó a las divisiones inferiores del club de su ciudad; Huachipato a la edad de ocho años en el año 2000, haciendo todas las categorías inferiores y formativas en el cuadro acerero.se crio en los barrios de michaihue en la comuna de San Pedro de la paz donde practicaria fútbol con amigos de su niñez enseñándoles el trabajo en equipo y el compañerismo ganando varios torneos de fútbol de su comuna y dentro de su barrio marcando como el gran artillero de su equipo 
Debutó en el fútbol profesional bajo la dirección de Arturo Salah el 23 de octubre de 2010 por la 28° fecha del Campeonato nacional 2010 ante Universidad de Concepción ingresando al minuto 87' por Daud Gazale en la goleada por 3-0 sobre el campanil, debutando con 18 años y 10 meses.
Anotó su primer gol en el profesionalismo el 6 de junio de 2011 por la tercera fecha de la Tercera Fase de la Copa Chile 2011 ante Unión Temuco marcando el 2-1 final y dándole el triunfo a su equipo.
Debutó en el Clausura 2012 por la quinta fecha frente a Deportes Iquique ingresando al 86' por César Cortés en la goleada por 4-1. Su último partido lo jugó en la última fecha de la fase regular en la caída por 3-0 ante Universidad de Chile ingresando al minuto 76. Con el cuadro acerero obtuvo el título del Clausura 2012 jugando 6 partidos en la campaña del campeón, todos ingresando desde el banco y sumando 66 minutos.

### Cesiones a Barnechea y Deportes Valdivia (2013-2014)
Barnechea (2013)
Tras tener pocas oportunidades en su club formador el delantero de 21 años se fue cedido Barnechea por seis meses de cara al Torneo de Transición Primera B 2013, en donde tendría poca participación jugando solo 6 partidos y sin poder marcar con el conjunto metropolitano.
Deportes Valdivia (2013-2014)
Tras esto el club dueño de su pase (Huachipato) lo decidió mandar cedido a la Segunda División Profesional de Chile (Tercera división en la categoría del fútbol chileno) esta vez a Deportes Valdivia de cara a la Temporada 2013-14. En el torreón por fin lograría la titularidad deseada.
El 1 de septiembre debutó y marcó su primer gol al marcar un doblete en el empate a 2 ante Audax Italiano B por la primera fecha de la Segunda División. El 26 de octubre volvió a marcar por la sexta fecha al marcar un gol en el empate 3-3 ante Trasandino. El 26 de noviembre volvió a marcar luego de un mes en la goleada por 3-0 sobre Unión Española marcando un tanto. Marcó su primer gol en 2014 el 18 de enero marcando el gol del triunfo ante Audax B por la decimosegunda fecha. El 1 de marzo marcó su sexto gol en el triunfo por 2-1 sobre Colo Colo anotando el 2-1 y marcó su último gol con Valdivia el 16 de marzo en el triunfo por 5-2 Unión Española por la última fecha del campeonato.
Los valdivianos terminaron quintos y Vilches fue el "9" del equipo jugando 21 de los 22 partidos anotando en 7 ocasiones y siendo el goleador del equipo.

### Regreso a Huachipato (2014-2015)
Tras su exitoso paso por Valdivia, regresó a su formador para reforzar la delantera siderúrgica de cara a la Temporada 2014-15. Re-debutó con los aurinegros el 18 de mayo por la primera fecha del Grupo 6 de la Copa Chile 2014-15 ante Deportes Temuco, victoria para los piducanos por 1-0 y Vilches jugó de titular todo el encuentro. Anotó su primer triplete en su carrera el 22 de mayo en el entretenido triunfo por 5-4 sobre Deportes Concepción anotando no 3 si no un póker de goles (o sea, 4 goles en un mismo partido). Luego volvió a marcar en el empate a uno ante Deportes Temuco y finalmente los acereros quedaron eliminados en su grupo al termina terceros con 8 puntos, uno menos que Temuco.
En el Apertura 2014 lograría afianzarse como titular y siendo una de las figuras del equipo junto a Martín Rodríguez y Angelo Sagal también aprovechando la lesión de su compañero Lucas Simón, quedando él como único "9" del equipo.
Anotó su primer gol en el Torneo de Apertura por la segunda fecha ante Universidad de Concepción el 26 de julio marcando el gol del triunfo al minuto 74'. El 10 de agosto marcó un gol en el empate 2-2 ante Cobresal. El 30 de agosto volvió a marcar por la séptima fecha en la goleada por 4-0 ante Santiago Wanderers anotando un tanto. No sería hasta en un mes más que volvió a marcar por el torneo nacional frente a la Universidad Católica por la décima fecha el 4 de octubre anotando el 3-0 final y sumando su cuarto gol en 10 presencias. El 11 de noviembre volvería a convertir en el triunfo por 2-0 sobre Cobreloa. El 21 de noviembre marcó el gol de Huachipato en la caída por 3-1 sobre Unión Española de local por la decimoquinta fecha. El 29 de noviembre anotó en el triunfo por 2-1 sobre San Marcos de Arica y en la última fecha anotó un doblete en la goleada por 5-0 sobre Deportes Iquique, además logrando anotar por tres fechas de manera consecutiva y en 4 de las últimas 5. Finalmente el equipo sureño terminó quinto con 26 puntos en 17 fechas se clasificó a la Liguilla Pre Libertadores por un cupo a la Copa Libertadores 2015 como Chile 3.
En la liguilla se enfrentarían a Palestino por las semifinales, la ida se jugó el 10 de diciembre en el CAP donde los árabes ganaron por 3-1 en un polémico partido y Vilches anotó el gol acerero y la vuelta jugada el 14 de diciembre Palestino goleó por 3-0 local y cerró la llave por un contundente 6-1 global.
Jugó los 19 partidos de Huachipato en el campeonato todos de titular (17 por el Apertura y 2 por la Liguilla), marcando 10 goles (9 por el Apertura y 1 por la Liguilla) siendo el cuarto goleador del Apertura detrás de Esteban Paredes (12) y Roberto Gutiérrez y Patricio Rubio (Ambos con 11), jugando 1.680 minutos y siendo una de las revelaciones del campeonato. Tras el final del torneo se le vinculaba con Universidad Católica de cara al Clausura 2015 pero el propio futbolista desmintió esto y declaró que está feliz en la institución y que seguirá al menos 6 meses más.
Debutó en los torneos internacionales el 19 de agosto por la Primera Fase ante San José de Oruro en el Estadio Huachipato-CAP Acero de Talcahuano marcando un doblete en el triunfo por 3-1, la vuelta se jugó el 26 de agosto en el Estadio Jesús Bermúdez en Oruro donde el club chileno venció en la altura por 3-2 (Global 6-3) y Vilches jugó todo el encuentro sin poder anotar. Ya clasificados a la Segunda Fase les tocó enfrentarse a la Universidad Católica de Ecuador, la ida se jugó en Chile el 17 de septiembre en el CAP Acero donde el conjunto acerero triunfo por 2-0 con doblete de Andrés, la vuelta se jugó una semana más tarde el 25 de septiembre en el Olímpico Atahualpa en Quito donde los ecuatorianos vencieron por 1-0 pero en el global Huachipato pasaría a la siguiente fase gracias aún global de 2-1 en los 180 minutos. Ya en octavos de final el rival sería más teniéndose que enfrentar al poderoso Sao Paulo FC de Brasil. La ida se jugó el 30 de septiembre en tierras brasileñas, específicamente en el Estadio Morumbi y donde tras un trabajado partido los brasileños ganaron por la cuenta mínima con solitario gol de Michel Bastos. La vuelta se jugó dos semanas después el 15 de octubre en el CAP donde Huachipato impondría su categoría y ganaría por 3-2 imponiéndose en global de 4-2, Vilches marcó un gol y Ángelo Sagal el restante para el local mientras que para la visita marcaron Bastos, Ganso y Boschilia.
Jugó 6 encuentros por la Copa Sudamericana 2014 marcando en 5 ocasiones y además siendo el goleador del torneo continental junto a Miler Bolaños, además como dato todos sus goles fueron marcados en territorio nacional y también anotando en todas las llaves, sumando 540' (Jugando todos los minutos que disputó Huachipato en la copa).
En el Torneo de Clausura 2015 Vilches seguiría subiendo su rendimiento siendo el punto alto del equipo que lo terminó clasificando a la Copa Sudamericana 2015 tras terminar en el tercer lugar de la tabla con 31 puntos en 17 fechas, a solo 3 del campeón Cobresal y uno del sublíder Colo-Colo, en la tabla acumulada terminaron cuartos clasificándose como Chile 2 a la Sudamericana.
Marcó su primer gol en el Clausura 2015 en la primera fecha el 3 de enero, anotando el gol de Huachipato en la derrota por 1-3 contra Ñublense. El 30 de enero volvió a marcar por la cuarta fecha en el triunfo por 2-1 sobre el campeón de ese torneo Cobresal 5 días después de debutar con Chile. El 7 de febrero marcó en el empate a 2 tantos con Universidad de Chile. El 1 de marzo anotó el gol del triunfo en la victoria por la cuenta contra Unión La Calera válido por la fecha 9 logrando su 4° gol en 8 partidos, el 7 del mismo mes marcaría un doblete en la caída por 5-3 sobre la Católica. El 12 de abril marcó un gol en el triunfo por 4-1 sobre Barnechea por la decimocuarta fecha y en la última fecha del campeonato el 2 de mayo anotó el gol del triunfo ante Deportes Iquique terminaron ganando por 2-1.
Jugó 14 de 17 partidos por el Torneo de Clausura y marcó 8 goles siendo uno de los referentes del equipo a sus cortos 23 años. En su paso por Huachipato jugó 42 partidos en un año sumando Copa chile, Sudamericana y los dos torneos nacionales y marcó 28 goles. Tras este torneo el hábil delantero partiría a Colo-Colo.

### Colo Colo (2015-2017)
El 7 de julio, fue presentado oficialmente durante una conferencia de prensa junto a Christofer Gonzales y Martín Rodríguez de cara a la Temporada 2015/16, firmando un contrato por tres temporadas hasta finales de 2018.

#### Temporada 2015/16
Su debut en Colo-Colo se produjo el 11 de julio de 2015, ingresando en el 74' por Emiliano Vecchio, en un duelo válido por la segunda fecha del Grupo 7 de la Copa Chile 2015 disputado ante Ñublense, triunfo del cacique por 4-2. El 25 de julio debutó en torneos nacionales defendiendo la camiseta alba en la Fecha 1 del Apertura 2015 ante Unión Española, ingreso al minuto 75' por Martín Rodríguez, autor de los 2 goles del triunfo albo por 2-1 en el Estadio Santa Laura. El 2 de agosto, anotó su primer gol en el cuadro albo marcando un doblete en la goleada por 5-0 ante Ñublense por la última fecha de la Copa Chile, anotando el 2-0 tras notable pase de Juan Delgado, y cerró la goleada anotando el 5-0 final.
El 31 de octubre Vilches ingreso al 90+3' por Esteban Paredes y realizaba su debut en un Superclásico en el triunfo por 2-0 de Colo Colo a la Universidad de Chile en el Estadio Monumental alcanzando a jugar un par de minutos. El 25 de noviembre por las semifinales vuelta de la Copa Chile 2015 Andrés anotó el 1-1 en la serie ante Unión Española (3-2 global a favor de los albos) y al 90+4' Nicolás Berardo marcó el 2-1 para los hispanos (3-3 global) y fueron a lanzamientos penales, donde Colo Colo ganó por 5-4.
El 2 de diciembre se jugó la final de la Copa Chile 2015, donde se enfrentaban a su clásico rival la Universidad de Chile en el Estadio La Portada, albos y laicos empatarían 1-1 en los 90' minutos en La Serena y en penales la "U" sería más y vencería por 5-3, Johnny Herrera pateó el penal del título, En cuanto a Vilches jugó hasta el 71' siendo reemplazado por Delgado, en dicha copa jugó 12 partidos y anotó 3 goles. Vilches se coronó campeón del Apertura 2015 aunque no con bombos y platillos jugando 9 partidos y sin poder anotar, siendo este además su segundo título de liga chilena.
El 23 de enero de 2016 Vilches marcó su primer gol en el Clausura 2016, cerrando la goleada 3-0 al minuto 90+3' ante Audax Italiano. El 16 de marzo Vilches debutaba en la Copa Libertadores 2016 ante Atlético Mineiro en Belo Horizonte ingresando al 76' por Martín Tonso en contundente derrota por 3-0 por la fecha 4 del Grupo 5, cuatro días después el 20 de marzo se jugaba una nueva edición del clásico del fútbol chileno, Vilches comando el ataque del popular jugando los 90 minutos (en reemplazo de Esteban Paredes que estaba lesionado) y siendo este su primer "Superclásico" de titular en el aburrido empate 0-0 contra los azules. En el Clausura 2016 jugó 9 partidos y anotó 1 solo gol mientras que por la Copa Libertadores de América jugó un solo encuentro.

#### Temporada 2016/17
Vilches debutó en la temporada 2016/17 en el empate 0-0 contra Ñublense el 9 de julio por la ida de la primera ronda de Copa Chile 2016 jugando todo el partido y además jugó algunos minutos con su hermano Eduardo Vilches.
El 4 de diciembre El formado en Huachipato volvió anotar un gol después de casi un año en el triunfo por 4-2 sobre Everton por la decimocuarta fecha del Apertura 2016, el 8 de diciembre en la última fecha del torneo nacional el entrenador Pablo Guede decidió alinear un equipo B (entre suplentes y juveniles), pensando en la final de la Copa Chile 2016, y el goleador de la Copa Sudamericana 2014 no defraudó y marcó un gol en el triunfo por 2-1 sobre Palestino en dicho torneo los albos terminaron quintos, en ese torneo Vilches jugó 8 partidos y anotó 2 goles sumando 361' minutos en cancha. Vilches se coronó campeón de la Copa Chile 2016 con Colo-Colo participando en un partido.
El 4 de febrero de 2017 marcó en la goleada por 3-0 sobre la Unión Española encuentro válido por la primera fecha del Clausura 2017 anotando el 2-0 parcial al 24' tras pase de Paredes y quedando solo en el área derrotando a Diego Sánchez. El 26 de febrero volvería a marcar en el empate 2-2 ante Deportes Temuco por la cuarta fecha marcando el 1-0 al 29' tras un centro de Mark González marcando un espectacular golazo de volea, saldría al 53' por Jaime Valdés.
El 4 de marzo se jugaba la quinta fecha y enfrentaban a la Universidad Católica en el Clásico Albo-Cruzado donde Andrés sería protagonista ya que cerraría el triunfo albo al minuto 47' tras un centro de Luis Pedro Figueroa (Otra de las figuras de aquella tarde) anotó el 2-0 final y salió al 74' por Octavio Rivero bajó una ovación. El 11 de marzo seguiría su racha goleadora marcando en el triunfo por 2-0 sobre Santiago Wanderers por la fecha 6, tras un pase largo de Paredes, aguantó la marca wanderina y con sutil toque superó a Gabriel Castellón marcando el 1-0 al minuto 5' de partido, salió al minuto 58' siendo reemplazado por Iván Morales (autor del segundo) y lograrían 16 puntos de 18 posibles en las seis primeras fechas, además volvían a vencer a Wanderers en Valparaíso luego de 7 años.
Después de la octava fecha no volvería a ser titular por el Torneo de Clausura en la derrota por 3-2 sobre Deportes Iquique por decisión técnica y el buen momento de Octavio Rivero que acompañó a Paredes en el ataque. Colo-Colo perdería el título de forma increíble tras igualar a 1 con Antofagasta de local por la fecha 14 y cediéndole el título a su rival la Club Universidad de Chile a una fecha del final luego de ir liderando gran parte del campeonato. Jugó 10 partidos por el campeonato anotando en 4 ocasiones y estando 595 minutos en cancha mientras que por la Copa Libertadores 2017 no jugó encuentros, siendo este su mejor semestre en los albos.

#### Temporada 2017
Para la Temporada 2017, no tendría muchas oportunidades por sus constantes lesiones y decisión técnica.
Debutó en la Supercopa de Chile 2017 ante la Universidad Católica jugado el 23 de julio en el Estadio Nacional Julio Martínez donde volvería a ser titular luego de 3 meses tras la lesión de Rivero y sería fundamental en la goleada por 4-1 sobre la UC, marcó el gol del desequilibrio al 54' de media vuelta anotando el 2-1 parcial y salió al minuto 79' por Óscar Opazo.
Volvió a ser titular por el torneo nacional el 22 de septiembre recién por la fecha 7 del Torneo de Transición y también debutando en este torneo, saldría al 89' por Marcos Bolados en la goleada por 3-0 sobre San Luis. Volvería a jugar en la octava fecha ingresando al minuto 65' por Carlo Villanueva en la victoria por la cuenta mínima sobre la Católica. Eso serían los dos partidos que jugó por el Torneo de Transición y estuvo 124 minutos en cancha en el cuadro que salió campeón tras golear 3-0 a la Universidad de Concepción. No jugó partidos por la Copa Chile y vio acción en la Supercopa de Chile 2017 ante la Universidad Católica marcando un gol. Siendo el semestre en el que menos partidos jugó por Colo-Colo.
Además conquistó el Transición 2017 y la Supercopa de Chile 2017 con los albos. Tras tener escasas posibilidades de jugar se fue cedido a la Universidad Católica.

### Universidad Católica (2018)
El 12 de enero de 2018 se convierte en la nueva incorporación de Universidad Católica, en calidad de préstamo por un año desde Colo-Colo.

## Selección nacional
Debutó por la selección chilena el 28 de enero de 2015, en un partido en que la Roja se impuso 3-2 ante Estados Unidos, encuentro jugado en el Estadio El Teniente de Rancagua, en el cual Vilches ingresó a los 93' en reemplazo de Roberto Gutiérrez.

### Participaciones en Clasificatorias a Copas del Mundo
| Eliminatorias              | País  | Resultado | Posición | Partidos | Goles |
| -------------------------- | ----- | --------- | -------- | -------- | ----- |
| Eliminatorias a Catar 2022 | Catar | Eliminado | 7°       | 1        | 0     |

### Partidos internacionales
Actualizado hasta el 17 de noviembre de 2020.
| Partidos internacionales | Partidos internacionales | Partidos internacionales                       | Partidos internacionales | Partidos internacionales | Partidos internacionales | Partidos internacionales | Partidos internacionales   |
| N.º                      | Fecha                    | Estadio                                        | Local                    | Resultado                | Visitante                | Goles                    | Competición                |
| ------------------------ | ------------------------ | ---------------------------------------------- | ------------------------ | ------------------------ | ------------------------ | ------------------------ | -------------------------- |
| 1                        | 28 de enero de 2015      | Estadio El Teniente, Rancagua, Chile           | Chile                    | 3-2                      | Estados Unidos           |                          | Amistoso                   |
| 2                        | 17 de noviembre de 2020  | Estadio Olímpico de la UCV, Caracas, Venezuela | Venezuela                | 2-1                      | Chile                    |                          | Clasificatorias Catar 2022 |
| Total                    |                          |                                                | Presencias               | 2                        | Goles                    | 0                        |                            |

## Estadísticas
Actualizado al último partido disputado el 5 de noviembre de 2022.
| Club                         | Div.          | Temporada     | Liga  | Liga  | Copas nacionales | Copas nacionales | Torneos internacionales | Torneos internacionales | Total | Total |
| Club                         | Div.          | Temporada     | Part. | Goles | Part.            | Goles            | Part.                   | Goles                   | Part. | Goles |
| ---------------------------- | ------------- | ------------- | ----- | ----- | ---------------- | ---------------- | ----------------------- | ----------------------- | ----- | ----- |
| Huachipato · Chile           | 1.ª           | 2010          | 1     | 0     | —                | —                | —                       | —                       | 1     | 0     |
| Huachipato · Chile           | 1.ª           | 2011          | 2     | 0     | 4                | 1                | —                       | —                       | 6     | 1     |
| Huachipato · Chile           | 1.ª           | 2012          | 6     | 0     | 4                | 1                | —                       | —                       | 10    | 1     |
| AC Barnechea · Chile         | 2.ª           | 2013          | 6     | 0     | —                | —                | —                       | —                       | 6     | 0     |
| AC Barnechea · Chile         | Total club    | Total club    | 6     | 0     | 0                | 0                | 0                       | 0                       | 6     | 0     |
| Deportes Valdivia · Chile    | 3.ª           | 2013-14       | 21    | 6     | —                | —                | —                       | —                       | 21    | 6     |
| Deportes Valdivia · Chile    | Total club    | Total club    | 21    | 6     | 0                | 0                | 0                       | 0                       | 21    | 6     |
| Huachipato · Chile           | 1.ª           | 2014-15       | 33    | 19    | 3                | 5                | 6                       | 5                       | 42    | 29    |
| Huachipato · Chile           | Total club    | Total club    | 42    | 19    | 11               | 7                | 6                       | 5                       | 59    | 31    |
| Colo-Colo · Chile            | 1.ª           | 2015-16       | 18    | 1     | 12               | 3                | 1                       | 0                       | 31    | 4     |
| Colo-Colo · Chile            | 1.ª           | 2016-17       | 18    | 6     | 1                | 0                | —                       | —                       | 19    | 6     |
| Colo-Colo · Chile            | 1.ª           | 2017          | 2     | 0     | 1                | 1                | —                       | —                       | 3     | 1     |
| Universidad Católica · Chile | 1.ª           | 2018          | 18    | 2     | 1                | 0                | —                       | —                       | 19    | 2     |
| Universidad Católica · Chile | Total club    | Total club    | 18    | 2     | 1                | 0                | 0                       | 0                       | 19    | 2     |
| Colo-Colo · Chile            | 1.ª           | 2019          | 18    | 4     | 4                | 1                | —                       | —                       | 22    | 5     |
| Colo-Colo · Chile            | Total club    | Total club    | 56    | 11    | 18               | 5                | 1                       | 0                       | 75    | 16    |
| Unión La Calera · Chile      | 1.ª           | 2020          | 31    | 14    | 0                | 0                | 5                       | 1                       | 36    | 15    |
| Unión La Calera · Chile      | 1.ª           | 2021          | 16    | 5     | 1                | 0                | 4                       | 2                       | 21    | 7     |
| Unión La Calera · Chile      | Total club    | Total club    | 47    | 19    | 1                | 0                | 9                       | 3                       | 57    | 22    |
| Palestino · Chile            | 1.ª           | 2022          | 18    | 1     | 0                | 0                | 0                       | 0                       | 18    | 1     |
| Palestino · Chile            | Total club    | Total club    | 18    | 1     | 0                | 0                | 0                       | 0                       | 18    | 1     |
| Ñublense · Chile             | 1.ª           | 2023          | 0     | 0     | 0                | 0                | 0                       | 0                       | 0     | 0     |
| Ñublense · Chile             | Total club    | Total club    | 0     | 0     | 0                | 0                | 0                       | 0                       | 0     | 0     |
| Total carrera                | Total carrera | Total carrera | 208   | 58    | 31               | 12               | 16                      | 8                       | 255   | 78    |
| 1. 2. 3.                     |               |               |       |       |                  |                  |                         |                         |       |       |

### Tripletes
| Partidos en los que anotó tres o más goles | Partidos en los que anotó tres o más goles | Partidos en los que anotó tres o más goles | Partidos en los que anotó tres o más goles | Partidos en los que anotó tres o más goles | Partidos en los que anotó tres o más goles | Partidos en los que anotó tres o más goles |
| N.º                                        | Fecha                                      | Estadio                                    | Partido                                    | Goles                                      | Resultado                                  | Competición                                |
| ------------------------------------------ | ------------------------------------------ | ------------------------------------------ | ------------------------------------------ | ------------------------------------------ | ------------------------------------------ | ------------------------------------------ |
| 1                                          | 22 de mayo de 2018                         | CAP, Talcahuano                            | Huachipato - Deportes Concepción           |                                            | 5 - 4                                      | Copa Chile 2014-15                         |

## Palmarés

### Torneos nacionales
| Título             | Equipo                   | País  | Año    |
| ------------------ | ------------------------ | ----- | ------ |
| Primera División   | C.D Huachipato           | Chile | 2012-C |
| Primera División   | C.S Colo-Colo            | Chile | 2015-A |
| Copa Chile         | C.S Colo-Colo            | Chile | 2016   |
| Supercopa de Chile | C.S Colo-Colo            | Chile | 2017   |
| Primera División   | C.S Colo-Colo            | Chile | 2017-T |
| Primera División   | C.D Universidad Católica | Chile | 2018   |
| Copa Chile         | C.S Colo-Colo            | Chile | 2019   |

### Distinciones individuales
| Distinción                                 | Año  |
| ------------------------------------------ | ---- |
| Goleador de la Copa Sudamericana (5 goles) | 2014 |